# Cuyuteco
Cuyuteco es la denominación de una tribu Náhuatl (Uto-Aztecan) del suroeste de Jalisco, en México. Su zona de influencia abarcó lo que hoy son las ciudades de Tecolotlán, Tenemaxtlán, Juchitlán y Atenguillo.

## Historia
La llegada de los cuyutecos a Jalisco se produce con un relativo retardo y se estima que ocurrió en el siglo XII. Se cree que descienden de nativos salidos de Aztlán, lo que en la actualidad es el sur de Utah y el norte de Arizona.
Aunque sus descendientes viven hoy, los cuyutecos se extinguieron como grupo cultural en el siglo XVI, debido posiblemente a intercambios con otros nativos y a la conquista española de México.
- Datos: Q5197117